# كيكو تاكيميا
كيكو تاكيميا مانقاكا يابانية ولدت في فيمبراير 13 عام 1950. وحلت منصب رئيس جامعة كيوتو سيكا.

## حياة مهنية
تاكيميا كانت رائدة في كتابة قصص مانقا الشوجو، وبالتحديد التي قصصها تحتوي على تحتوي علاقة حب بين مثليي الجنس بسن الشباب وتسمى شونين-آي. عام 1970 نشرت تاكيميا قصة مانقا بعنوان («في السانرومو») في مجلة «بيساتسو شوجو كوميك». ويدعى ان هذه القصة تحتوي على أقدم قبلة ذكر إلى ذكر معروفة في عالم الانمي والمانغا.
كازي-تو-كي-نو-اوتا («قصيدة الريح والأشجار») كانت أول مجلد مانقا لتاكيميا ، ونُشر في عام 1972. في عام 1972، نشر مجلد آخر سورا-نو-قاسوكي! وترجم للانجليزية تحت مسمى («انا احب السماء!»)

## الأعمال
- Ringo no Tsumi ‎ (りんごの罪؟، "The Sin of the Apple") ، 1968
- Sanrūmu Nite (サンルームにて "In the Sunroom"؟) ، 1970 [14]
- Sora ga Suki! ‎ (空がすき！؟، "I Love the Sky!") ، 1971-1972
- Wedding License (ウェディング・ライセンス Wedingu Raisensu؟) ، 1973
- Hensōkyoku ‎ (変奏曲シリーズ؟، "Variation") ، مع Norie Masuyama [増山法恵] ، 1974-1985
- Pharaoh no Haka (ファラオの墓 Farao no Haka؟، "The Pharaoh's Tomb") ، 1974-1976
- Natsu e no Tobira ‎ (夏への扉؟، "The Door into Summer") ، 1975
- قصيدة الريح والأشجار ‎ (風と木の詩؟، "The Poem of Wind and Trees") ، 1976-1984
- Sobakasu no Shōnen ‎ (そばかすの少年؟، "The Freckled Boy") ، 1979-1980
- Watashi o Tsuki made Tsuretette! ‎ (私を月まで連れてって！؟، "Fly Me to the Moon!") ، 1981-1986
- نحو تيرا (地球へ… Tera e...؟) ، 1977-1980
  - نُشر لأول مرة باللغة الإنجليزية بواسطة Vertical as To Terra ... ، لاحقًا بواسطة Manga Planet باسم Toward the Terra
- Andromeda Stories (アンドロメダ・ストーリーズ Andoromeda Sutōrīzu؟) ، مع ريو ميتسوز، 1980-1982
  - نُشر لأول مرة باللغة الإنجليزية بواسطة Vertical تحت عنوان قصص أندروميدا ، لاحقًا بواسطة Manga Planet كقصص مجرة أندروميدا
- Izarōn Densetsu ‎ (イズァローン伝説؟، "The Legend of Izaron") ، 1982-1987
- Eden 2185 (エデン2185 Eden Ni Ichi Hachi Go؟) ، 1984
- 5:00 مساءً ثورة 1985–1988
- Spanish Harlem (スパニッシュ・ハーレム Supanisshu Hāremu؟) ، 1988-1990
- Hayate no Matsuri-goto ‎ (疾風のまつりごと؟، "The Gale Festival") ، 1990-1993
- Tenma no Ketsuzoku ‎ (天馬の血族؟، "Bloodline of the Heavenly Horse") ، 1991-2000
- Kurenai Niō ‎ (紅にほふ؟، "The Scent of Crimson") ، 1994-1995
- Hermès no Michi (エルメスの道 Erumesu no Michi؟، "The Path of Hermès") ، 1997
- Heian Jōruri Monogatari ‎ (平安情瑠璃物語؟، "A Heian Jōruri Tale") ، 1998-1999
- Bright no Yūutsu (ブライトの憂鬱 Buraito no Yūutsu؟، "Bright's Melancholy") ، 2000-2004